# Pericoma ottwayensis
Pericoma ottwayensis és una espècie d'insecte dípter pertanyent a la família dels psicòdids que es troba a Austràlia: Victòria.